# Могенара, Состене
Состене Тарум Могенара (нем. Sosthene Taroum Moguenara, род. 17 октября 1989 года) — немецкая легкоатлетка, которая специализируется в прыжках в длину.

## Биография
Родилась в городе Сарх, Республика Чад.

## Достижения
Бронзовая призёрка чемпионата Европы среди молодёжи 2011 года. Выступала на чемпионате мира 2011 года, но не смогла выйти в финал. На Олимпиаде 2012 года заняла 21-е место в квалификации, и не смогла выйти в финал.
На чемпионате мира 2013 года в Москве заняла 12-е место с результатом 6,42 м. 1 февраля 2014 года заняла 3-е место на Weltklasse in Karlsruhe с результатом 6,61 м. 31 января 2015 года стала бронзовым призёром Weltklasse in Karlsruhe — 6,69 м.